# Presidenti del Governo della Repubblica della Macedonia del Nord
Questa voce contiene l'elenco dei Presidenti del Governo della Repubblica di Macedonia e, dal 12 febbraio 2019, della Repubblica della Macedonia del Nord, ovvero coloro che hanno rivestito la carica di capo del governo macedone.
Come il governo, il Presidente del Governo rimane in carica per quattro anni, salvo dimissioni. L'attuale primo ministro macedone è Hristijan Mickoski, in carica dal 23 giugno 2024.

## Lista
| #   | Presidente del Governo | Presidente del Governo        | Mandato          | Mandato          | Partito politico | Presidenti della Repubblica |
| #   | Presidente del Governo | Presidente del Governo        | Inizio           | Fine             | Partito politico | Presidenti della Repubblica |
| --- | ---------------------- | ----------------------------- | ---------------- | ---------------- | ---------------- | --------------------------- |
| 1   |                        | Nikola Kljusev                | 27 gennaio 1991  | 17 agosto 1992   | Indipendente     | Kiro Gligorov               |
| 2   |                        | Branko Crvenkovski            | 17 agosto 1992   | 30 novembre 1998 | SDSM             | Kiro Gligorov               |
| 2   | Stojan Andov           | Branko Crvenkovski            | 17 agosto 1992   | 30 novembre 1998 | SDSM             |                             |
| 2   | Kiro Gligorov          | Branko Crvenkovski            | 17 agosto 1992   | 30 novembre 1998 | SDSM             |                             |
| 3   |                        | Ljubčo Georgievski            | 30 novembre 1998 | 1º novembre 2002 | VMRO-DPMNE       |                             |
| 3   | Savo Klimovski         | Ljubčo Georgievski            | 30 novembre 1998 | 1º novembre 2002 | VMRO-DPMNE       |                             |
| 3   | Boris Trajkovski       | Ljubčo Georgievski            | 30 novembre 1998 | 1º novembre 2002 | VMRO-DPMNE       |                             |
| (2) |                        | Branko Crvenkovski            | 1º novembre 2002 | 12 maggio 2004   | SDSM             |                             |
| (2) | Ljupčo Jordanovski     | Branko Crvenkovski            | 1º novembre 2002 | 12 maggio 2004   | SDSM             |                             |
| -   |                        | Radmila Šekerinska ad interim | 12 maggio 2004   | 2 giugno 2004    | SDSM             | Branko Crvenkovski          |
| 4   |                        | Hari Kostov                   | 2 giugno 2004    | 18 novembre 2004 | Indipendente     | Branko Crvenkovski          |
| -   |                        | Radmila Šekerinska ad interim | 18 novembre 2004 | 17 dicembre 2004 | SDSM             | Branko Crvenkovski          |
| 5   |                        | Vlado Bučkovski               | 17 dicembre 2004 | 28 luglio 2006   | SDSM             | Branko Crvenkovski          |
| 6   |                        | Nikola Gruevski               | 28 luglio 2006   | 18 gennaio 2016  | VMRO-DPMNE       | Branko Crvenkovski          |
| 6   | Gjorge Ivanov          | Nikola Gruevski               | 28 luglio 2006   | 18 gennaio 2016  | VMRO-DPMNE       |                             |
| -   |                        | Emil Dimitriev ad interim     | 18 gennaio 2016  | 31 maggio 2017   | VMRO-DPMNE       |                             |
| 7   |                        | Zoran Zaev                    | 31 maggio 2017   | 3 gennaio 2020   | SDSM             |                             |
| 7   | Stevo Pendarovski      | Zoran Zaev                    | 31 maggio 2017   | 3 gennaio 2020   | SDSM             |                             |
| 8   |                        | Oliver Spasovski              | 3 gennaio 2020   | 30 agosto 2020   | SDSM             |                             |
| (7) |                        | Zoran Zaev                    | 30 agosto 2020   | 17 gennaio 2022  | SDSM             |                             |
| 9   |                        | Dimitar Kovačevski            | 17 gennaio 2022  | 28 gennaio 2024  | SDSM             |                             |
| 10  |                        | Talat Xhaferi                 | 28 gennaio 2024  | 23 giugno 2024   | BDI              |                             |
| 11  |                        | Hristijan Mickoski            | 23 giugno 2024   | in carica        | VMRO-DPMNE       | Gordana Siljanovska-Davkova |